# Eupithecia cymaenata
Eupithecia cymaenata là một loài bướm đêm trong họ Geometridae.